# Cyrtandra glabra
Cyrtandra glabra är en tvåhjärtbladig växtart som beskrevs av Joseph Banks och Gaertn. f.. Cyrtandra glabra ingår i släktet Cyrtandra och familjen Gesneriaceae. Inga underarter finns listade i Catalogue of Life.